# تعجبی نداره
«تعجبی نداره» (به انگلیسی: No Surprises) نام آهنگی از گروه آلترنیتیو راک انگلیسی ردیوهد و از آلبوم اوکی کامپیوتر است که در سال ۱۹۹۷ منتشر شد. آهنگ به همراه یک موزیک ویدئو عرضه شد که تنها از یک شات تشکیل شده و در آن سر تام یورک خواننده گروه درون حبابی قرار دارد که پر از آب می‌شود. «تعجبی نداره» در بریتانیا به رتبه چهارم رسید.

## مبدا و ضبط
«تعجبی نداره» در هنگام تور مشترک ردیوهد با گروه آر. ای. ام. نوشته شد. این آهنگ اولین آهنگی بود که در دوره ضبط آلبوم اوکی کامپیوتر ضبط شد. تام یورک می‌گوید: «ما بعداً نسخه‌های دیگری از آهنگ را ضبط کردیم[...] و همه آنها فقط کاوری از نسخه اولیه بودند. بنابراین ما تسلیم شدیم و به نسخه اولیه رضایت دادیم.»

## داستان
ترانه اصلی آهنگ در واقع داستان مردی را تعریف می‌کند که از شیوه کار کردن اشیا و اجزا پیرامون برای خودش منزجر شده و با دوست‌دخترش مشکل دارد. دو جمله از آن ترانه اصلی اینطور است:«He was sick of her excuses / To not take off her dress when bleedin' in the bathroom»اما در نهایت تام یورک به شکلی دراماتیک ترانه را تغییر داد و به شکل اکنون آن در آورد که توصیف کننده زندگی یکنواخت و کسالت‌اور جامعه مدرن است. این ترانه جدید با روح بیگانگی از جامعه مدرن که در آلبوم اوکی کامپیوتر بود نیز هم خوانی بیشتری داشت.

## نماهنگ
نماهنگ «تعجبی نداره» توسط گرانت جی کارگردانی شد و تنها از یک نمای بسته تشکیل شده‌است. در این نمای بسته سر تام یورک درون حبابی پلاستیکی-که کلاه ایمنی فضانوردان است قرار دارد-که بعد از مدتی شروع به پر شدن از آب می‌شود. تمامی ترانه آهنگ در این نماهنگ به صورت آینه از شیشه این کلاه ایمنی منعکس می‌شود. بعد از قسمت اول «تعجبی نداره» کلاه کم‌کم شروع به پر شدن از آب می‌کند و یورک در حالی که سعی می‌کند سرش را خارج آب نگه دارد همچنان آهنگ را می‌خواند. بعد از اینکه آب تمامی کلاه را گرفت یورک به مدت یک دقیقه بدون حرکت سر در آب قرار دارد و در نهایت و با خالی شدن آب یورک دوباره شروع به خواندن آهنگ می‌کند. برای امنیت یورک فیلمبرداری با سرعت بالا صورت گرفت و در پخش آن به صورت اسلوموشن نمایش داده شد. در ویدئوی مستند ملاقات با مردم آسان است صحنه فیلمبرداری‌های چندباره این نماهنگ نشان داده می‌شود که به دلیل نفس کم آوردن یورک فیلمبرداری بارها تکرار شده‌است.

## لیست آهنگ‌ها

### سی‌دی اول
1. No Surprises
2. Palo Alto
3. How I Made My Millions

### سی‌دی دوم
1. No Surprises
2. Airbag (Live in Berlin)
3. "Lucky (Live in Florence, October 30, 1997)